# Evžen Boček
Evžen Boček (6. října 1966, Kyjov) je český kastelán a spisovatel.

## Život
Evžen Boček se narodil v roce 1966. Vystudoval gymnázium v Kyjově a Masarykovu univerzitu v Brně. Jeden rok učil na základní škole Červené domky v Hodoníně. Od roku 1992 pracuje jako kastelán milotického zámku spravovaného Národním památkovým ústavem. Svůj první román Deník kastelána vydal pod pseudonymem Jan Bittner. Druhý román Poslední aristokratka rozdělil do dvou knih. V roce 2012 obdržel za román Poslední aristokratka Cenu Miloslava Švandrlíka.

## Dílo
- 1999 – Deník kastelána, román líčící formou deníku život kastelána (vydán pod pseudonymem Jan Bittner)
- 2012 – Poslední aristokratka
- 2013 – Aristokratka ve varu
- 2016 – Aristokratka na koni
- 2018 – Aristokratka a vlna zločinnosti na zámku Kostka
- 2020 – Aristokratka u královského dvora
- 2022 – Aristokratka pod palbou lásky
- 2024 - Aristokratka v Československu

Sérii knih o aristokratce načetla jako audioknihy herečka Veronika Khek Kubařová. Podle prvního románu také Arnošt Goldflam napsal divadelní hru uváděnou od roku 2015 v pražském Divadle Na Jezerce s Annou Polívkovou v hlavní roli. V roce 2019 chce první dva romány zfilmovat režisér Jiří Vejdělek. Ve filmu Poslední aristokratka si Evžen Boček zahrál právníka. Dne 24. října 2019 měl premiéru první z nich.